# 富山県道352号広上大門新線
富山県道352号広上大門新線（とやまけんどう352ごう ひろかみだいもんしんせん）は、富山県射水市を通る一般県道である。

## 概要

### 路線データ
- 起点：富山県射水市小泉（富山県道11号新湊庄川線交点）
- 終点：富山県射水市大門新（富山県道322号八町大門線交点）
- 路線延長：3,236m（実延長）

## 歴史
- 1994年（平成6年）4月1日 - 認定[1]
  - 起点：射水郡大門町広上
  - 終点：射水郡大門町大門新

## 地理

### 通過する自治体
- 富山県
射水市

### 交差する道路
- 富山県道11号新湊庄川線（起点：小泉（南）交差点）
- 富山県道58号高岡小杉線（広上口交差点）
- 富山県道73号高岡青井谷線（錦町交差点）
- 富山県道322号八町大門線（終点：射水市大門新）

### 沿線
- あいの風とやま鉄道線 越中大門駅
- 国土交通省 北陸地方整備局 富山河川国道事務所 大門出張所
- 射水市役所 大門庁舎
- 射水市消防本部 射水消防署 大門出張所
- 射水市立大門中学校
- 射水市立大門小学校
- 北陸銀行 大門支店
- 富山第一銀行 大門支店
- 富山県信用組合 射水支店
- JAいみず野
  - 本店
  - 大門支店
- 大門郵便局
- 二口郵便局
- 浅井簡易郵便局
- 共和コンクリート工業 富山工場
- 新日本電工 北陸工場
- 東洋紡 富山事業所・庄川工場
- クスリのアオキ 大門店
- 大門ショッピングセンターパルル
- 庄川